# 蘭加拉學院
蘭加拉學院（英語：Langara College，哈爾魁梅林語 : snəw̓eyəɬ leləm̓）是加拿大英屬哥倫比亞省溫哥華最享有盛誉的公立院校，也是該省轉學成功率最高的大專院校。學生數目約為23,000人，提供的課程涵蓋文科、商科、理科與科技、人文與社會科學、及醫療五大範疇。
此校的前身為1965年成立的溫哥華社區學院（Vancouver Community College，VCC）的一部分。有見VCC轄下的愛德華王持續教育中心逐漸不敷應用，VCC決定於溫市西49街設立蘭加拉校園，並於1970年10月啓用。蘭加拉校園於1994年4月1日正式脫離VCC，成為蘭加拉學院。

## 外部連結
- （英文）Langara College （页面存档备份，存于）－蘭加拉學院官方網站
- （英文）Langara Students' Union－蘭加拉學生會網站